# 루이지애나주의 통계 지구

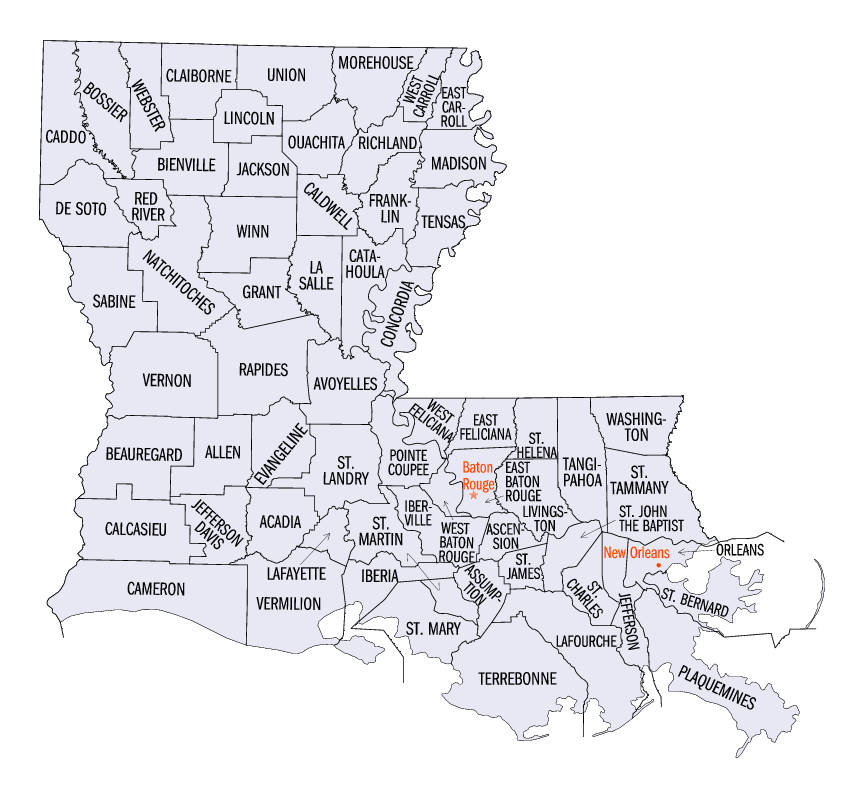
루이지애나 주의 군들

루이지애나의 주기

루이지애나의 통계 지구(Louisiana Statistical Area)는 루이지애나 주에 있는 통계 지구이다.

## 범례
| 범례      | 의미                                       |
| --------- | ------------------------------------------ |
|           | 미시시피에 속하는 지역                     |
|           | 2개의 주 이상에 걸친 지역(루이지애나 해당) |
| 초록 글씨 | 다른 주에 속하는 지역의 인구 수            |
| 파란 글씨 | 루이지애나와 다른 주에 걸친 지역의 인구 수 |

## 배치도
| 복합 통계 지구                  | 인구                | 핵심 기반 통계 지구      | 인구          | 군                 | 인구      |
| ------------------------------- | ------------------- | ------------------------ | ------------- | ------------------ | --------- |
| 뉴올리언스-메터리-해먼드 지구   | 1,507,017 1,451,482 | 뉴올리언스-머테어리 지구 | 1,270,530     | 제퍼슨             | 432,493   |
| 뉴올리언스-메터리-해먼드 지구   | 1,507,017 1,451,482 | 뉴올리언스-머테어리 지구 | 1,270,530     | 올리언스           | 390,144   |
| 뉴올리언스-메터리-해먼드 지구   | 1,507,017 1,451,482 | 뉴올리언스-머테어리 지구 | 1,270,530     | 세인트태머니       | 260,419   |
| 뉴올리언스-메터리-해먼드 지구   | 1,507,017 1,451,482 | 뉴올리언스-머테어리 지구 | 1,270,530     | 세인트찰스         | 53,100    |
| 뉴올리언스-메터리-해먼드 지구   | 1,507,017 1,451,482 | 뉴올리언스-머테어리 지구 | 1,270,530     | 세인트버나드       | 47,244    |
| 뉴올리언스-메터리-해먼드 지구   | 1,507,017 1,451,482 | 뉴올리언스-머테어리 지구 | 1,270,530     | 세인트존더밥티스트 | 42,837    |
| 뉴올리언스-메터리-해먼드 지구   | 1,507,017 1,451,482 | 뉴올리언스-머테어리 지구 | 1,270,530     | 플래크마인즈       | 23,197    |
| 뉴올리언스-메터리-해먼드 지구   | 1,507,017 1,451,482 | 뉴올리언스-머테어리 지구 | 1,270,530     | 세인트제임스       | 21,096    |
| 뉴올리언스-메터리-해먼드 지구   | 1,507,017 1,451,482 | 해먼드 지구              | 134,758       | 탕기파호아         | 134,758   |
| 뉴올리언스-메터리-해먼드 지구   | 1,507,017 1,451,482 | 피카윈 지구              | 55,535        | 펄리버             | 55,535    |
| 뉴올리언스-메터리-해먼드 지구   | 1,507,017 1,451,482 | 보갈루사 지구            | 46,194        | 워싱턴             | 46,194    |
| 라피엣-오프루사스-모건시티 지구 | 620,679             | 라피엣 지구              | 489,207       | 라피엣             | 244,390   |
| 라피엣-오프루사스-모건시티 지구 | 620,679             | 라피엣 지구              | 489,207       | 이베리아           | 69,830    |
| 라피엣-오프루사스-모건시티 지구 | 620,679             | 라피엣 지구              | 489,207       | 아카디아           | 62,045    |
| 라피엣-오프루사스-모건시티 지구 | 620,679             | 라피엣 지구              | 489,207       | 버밀리언           | 59,511    |
| 라피엣-오프루사스-모건시티 지구 | 620,679             | 라피엣 지구              | 489,207       | 세인트마틴         | 53,431    |
| 라피엣-오프루사스-모건시티 지구 | 620,679             | 오프루사스 지구          | 82,124        | 세인트랜드리       | 82,124    |
| 라피엣-오프루사스-모건시티 지구 | 620,679             | 모건시티 지구            | 49,348        | 세인트메리         | 49,348    |
| 슈리브포트-보저시티-민던 지구   | 433,046             | 슈리브포트-보저시티 지구 | 394,706       | 캐도               | 240,204   |
| 슈리브포트-보저시티-민던 지구   | 433,046             | 슈리브포트-보저시티 지구 | 394,706       | 보저               | 127,039   |
| 슈리브포트-보저시티-민던 지구   | 433,046             | 슈리브포트-보저시티 지구 | 394,706       | 데소토             | 27,463    |
| 슈리브포트-보저시티-민던 지구   | 433,046             | 민던 지구                | 38,340        | 웹스터             | 38,340    |
| 먼로-러스턴 지구                | 247,003             | 먼로 지구                | 200,261       | 와시타             | 153,279   |
| 먼로-러스턴 지구                | 247,003             | 먼로 지구                | 200,261       | 모어하우스         | 24,874    |
| 먼로-러스턴 지구                | 247,003             | 먼로 지구                | 200,261       | 유니언             | 22,108    |
| 먼로-러스턴 지구                | 247,003             | 러스턴 지구              | 46,742        | 링컨               | 46,742    |
| 레이크찰스-제닝스 지구          | 241,777             | 레이크찰스 지구          | 210,409       | 칼카슈             | 203,436   |
| 레이크찰스-제닝스 지구          | 241,777             | 레이크찰스 지구          | 210,409       | 캐머런             | 6,973     |
| 레이크찰스-제닝스 지구          | 241,777             | 제닝스 지구              | 31,368        | 제퍼슨데이비스     | 31,368    |
| 데리더-포트포크사우스 지구      | 84,926              | 포트포크사우스 지구      | 47,429        | 버넌               | 47,429    |
| 데리더-포트포크사우스 지구      | 84,926              | 데리더 지구              | 37,497        | 보러가드           | 37,497    |
| 없음                            | 없음                | 배턴루지 지구            | 854,884       | 이스트배턴루지     | 440,059   |
| 없음                            | 없음                | 배턴루지 지구            | 854,884       | 리빙스턴           | 140,789   |
| 없음                            | 없음                | 배턴루지 지구            | 854,884       | 어센션             | 126,604   |
| 없음                            | 없음                | 배턴루지 지구            | 854,884       | 이버빌             | 32,511    |
| 없음                            | 없음                | 배턴루지 지구            | 854,884       | 웨스트배턴루지     | 26,465    |
| 없음                            | 없음                | 배턴루지 지구            | 854,884       | 어섬션             | 21,891    |
| 없음                            | 없음                | 배턴루지 지구            | 854,884       | 포인트쿠피         | 21,730    |
| 없음                            | 없음                | 배턴루지 지구            | 854,884       | 이스트펠리시아나   | 19,135    |
| 없음                            | 없음                | 배턴루지 지구            | 854,884       | 웨스트펠리시아나   | 15,568    |
| 없음                            | 없음                | 배턴루지 지구            | 854,884       | 세인트헬레나       | 10,132    |
| 없음                            | 없음                | 호마-티보도 지구         | 208,075       | 테레본             | 110,461   |
| 없음                            | 없음                | 호마-티보도 지구         | 208,075       | 라푸쉐             | 97,614    |
| 없음                            | 없음                | 알렉산드리아 지구        | 152,037       | 래피즈             | 129,648   |
| 없음                            | 없음                | 알렉산드리아 지구        | 152,037       | 그랜트             | 22,389    |
| 없음                            | 없음                | 내커터시 지구            | 38,158        | 내커터시           | 38,158    |
| 없음                            | 없음                | 나체스 지구              | 49,952 30,693 | 애덤스             | 30,693    |
| 없음                            | 없음                | 나체스 지구              | 49,952 30,693 | 콩코디아           | 19,259    |
| 없음                            | 없음                | 없음                     | 없음          | 어보이엘스         | 40,144    |
| 없음                            | 없음                | 없음                     | 없음          | 에반젤린           | 33,395    |
| 없음                            | 없음                | 없음                     | 없음          | 앨런               | 25,627    |
| 없음                            | 없음                | 없음                     | 없음          | 사빈               | 23,884    |
| 없음                            | 없음                | 없음                     | 없음          | 리칠랜드           | 20,122    |
| 없음                            | 없음                | 없음                     | 없음          | 프랭클린           | 20,015    |
| 없음                            | 없음                | 없음                     | 없음          | 잭슨               | 15,744    |
| 없음                            | 없음                | 없음                     | 없음          | 클레이본           | 15,670    |
| 없음                            | 없음                | 없음                     | 없음          | 라살               | 14,892    |
| 없음                            | 없음                | 없음                     | 없음          | 윈                 | 13,904    |
| 없음                            | 없음                | 없음                     | 없음          | 비엔빌             | 13,241    |
| 없음                            | 없음                | 없음                     | 없음          | 매디슨             | 10,951    |
| 없음                            | 없음                | 없음                     | 없음          | 웨스트캐럴         | 10,830    |
| 없음                            | 없음                | 없음                     | 없음          | 콜드웰             | 9,918     |
| 없음                            | 없음                | 없음                     | 없음          | 카타훌라           | 9,494     |
| 없음                            | 없음                | 없음                     | 없음          | 레드리버           | 8,442     |
| 없음                            | 없음                | 없음                     | 없음          | 이스트캐럴         | 6,861     |
| 없음                            | 없음                | 없음                     | 없음          | 텐자스             | 4,334     |
| 루이지애나                      | 루이지애나          | 루이지애나               | 루이지애나    | 루이지애나         | 4,648,794 |

## 참고
- 인구 수는 2019년 기준이며 단위는 '명'이다.
- 이스트배턴루지군은 루이지애나주 행정 기관들이 있는 배턴루지가 있기 때문에 굵은 글씨로 표기했다.

## 같이 보기
- 대도시 통계 지구